# Anthenantia texana
Espèce
Anthenantia texana (parfois orthographié à tort Anthaenantia texana), est une espèce de plantes de la famille des Poacées (appelées autrefois graminées).
On trouve cette espèce aux États-Unis, dans les états du Texas, de Louisiane et de l'Arkansas, généralement sur sol sableux ou sablo-argileux.